# Werfener Hochthron
Werfener Hochthron – szczyt w grupie Tennengebirge, części Północnych Alp Wapiennych. Leży w Austrii w kraju związkowym Salzburg. 